# Parascolopsis tosensis
Parascolopsis tosensis là một loài cá biển thuộc chi Parascolopsis trong họ Cá lượng. Loài cá này được mô tả lần đầu tiên vào năm 1938.

## Từ nguyên
Từ định danh tosensis được đặt theo tên gọi của tỉnh Tosa, tên cũ của tỉnh Kōchi (Nhật), nơi mà mẫu định danh của loài cá này được thu thập (hậu tố –ensis trong tiếng Latinh mang nghĩa là "đến từ").

## Phân bố và môi trường sống
P. tosensis có phân bố giới hạn ở Tây Thái Bình Dương, từ miền nam Nhật Bản (gồm cả quần đảo Ryukyu) và đảo Đài Loan về phía nam băng qua Philippines đến các nhóm đảo phía đông Indonesia. Những ghi nhận về loài này ở ngoài khơi bờ đông bán đảo Mã Lai và Nouvelle-Calédonie, cũng như bờ bắc Úc cần được xác minh lại.
P. tosensis thường sống trên nền đáy trầm tích mềm ở vùng nước ngoài khơi, độ sâu khoảng 150–300 m.

## Mô tả
Chiều dài cơ thể lớn nhất được ghi nhận ở P. tosensis là 10 cm.
Số gai vây lưng: 10; Số tia vây lưng: 9; Số gai vây hậu môn: 3; Số tia vây hậu môn: 7; Số gai vây bụng: 1; Số tia vây bụng: 5.

## Sử dụng
P. tosensis chỉ là sản lượng không mong muốn trong nghề cá thương mại, gần như không thấy ở các chợ cá địa phương.